# Cratere Princeton
Princeton  è un cratere sulla superficie di Marte.